# Years & Years
Years & Years a fost o formație britanică de muzică electronică. Aceasta a fost compusă din Olly Alexander, Mikey Goldsworthy și Emre Türkmen. 

## Carieră

### Formația (2010 - 2014)
Trupa a luat naștere în 2010, după ce Mikey Goldsworthy s-a mutat din Australia în Londra, și l-a cunoscut pe Emre Türkmen pe un site de socializare. Ei își căutau un solist pentru noul proiect muzical pe care îl începuseră, și l-au găsit Olly Alexander la o petrecere ținută în casa unui prieten. După ce Goldsworthy l-a auzit cântând în baie, Olly s-a alăturat formației. 
La început trupa era formată din cinci membri, formată și din Noel Leeman și Olivier Subria. Primul single al trupei, I Wish I Knew, a fost lansat în iulie 2012. În anul 2013, trupa a semnat un contract cu Kitsune Records, de această dată ca trio, și au lansat piesa Traps, iar muzica lor a început să fie cunoscută. În februarie 2014, Years & Years a lansat a treia piesă, Real, iar mai târziu a reușit să semneze un contract cu Polydor Records. Au urmat lansarea pieselor Take Shelter, care a ajuns pe primul loc în UK Album Chart, și Desire, atingând locul 22 în topul UK.

### Communion (2015 - 2016)
În ianuarie 2015, formația a câștigat premiul BBC Sound of 2015. Piesa King a fost lansată pe 1 martie, și ajungând pe primul loc în topurile UK, iar internațional, a atins maximul în top 10 în Australia, Austria, Bulgaria, Denmarca, Germania, Luxembourg, Olanda, Republica Irlandeză și Elveția.
În 18 martie 2015, trupa Years & Years a anunțat primul lor album, Communion, pe pagina lor de Instagram. Acesta a fost lansat pe 10 iulie 2015 de Polydor și a intrat pe primul loc în UK Albums Chart. De asemenea, a fost cel mai bine vândut album din 2015 de către o trupă din Marea Britanie.
Shine a fost al șaptelea single, lansat pe 5 iulie 2015, care a ajuns pe locul al doilea în topul UK Singles Chart. Eyes Shut a fost următorul single care face parte din albumul Communion. Videopclipul piesei a fost lansat pe 27 septembrie 2015, care ilustrează o lume apocaliptică la periferia orașului Sofia, din Bulgaria.
Anul următor, în ianuarie 2016, trupa Years & Years a fost nominalizată pentru patru BRIT Awards: British Group, British Breakthrough Act, British Single (pieasa 'King') și British Artist Video (piesa 'King').
În 2 martie 2016, trupa a anunțat colaborarea cu Tove Lo în următorul lor single, o versiune nouă a piesei Desire. Următoarea zi a fost lansat videoclipul pentru Desire ft. Tove Lo, însoțit de o scrisoare de la solistul Olly Alexander pe pagina de Facebook a trupei.
În iulie 2016, trupa a lansat videoclipul pentru următorul lor single din Communion, Worship. Videoclipul a fost regizat de Matt Lambert, iar coregrafia de Ryan Heffington.
De anul trecut trupa a început să apară și în line-up-urile celor mai importante festivaluri din lume. Trupa a trecut și prin România, pe data de 14 august 2016, în cadrul celei de-a șasea ediții a festivalului Summer Well.

### Palo Santo (2016 - 2019)
Pe 13 septembrie 2016, trupa a lansat piesa „Meteorite”, care a fost inclusă pe coloana sonoră a filmului „Bridget Jones's Baby”. Pe 28 septembrie 2016, a fost lansat videoclipul piesei.
Olly Alexander a anunțat, ulterior, că lucrează la noi melodii, împreună cu Julia Michaels și Justin Tranter. Primul single de pe album, „Sanctify”, a fost lansat pe 7 martie 2018. Piesa a devenit videoclipul numărul 1 în tendințe pe YouTube, în primele 24 de ore de la lansare. Un scurt interviu a fost publicat după videoclip, în care Alexander a explicat că inspirația sa pentru piesă a venit în urma experiențelor pe care le-a avut cu bărbați care pretind că sunt heterosexuali, dar care au, în secret, alte orientări sexuale cu care le este greu să se afișeze în public.
Al doilea single de pe album, intitulat „If You're Over Me”, a fost lansat pe 10 mai 2018, iar videoclipul melodiei a fost lansat patru zile mai târziu. Single-ul a atins locul 6 în topurile din Marea Britanie.
Pe 18 iunie 2018, trupa a anunțat datele și orașele europene în care va concerta, cu ocazia turneului „Palo Santo”.
Piesa care dă titlul albumului, „Palo Santo”, a fost lansată pe 22 iunie 2018, iar „All for You”, pe 27 iunie 2018. Albumul a fost lansat ulterior, pe 6 iulie 2018, fiind apreciat de critici și ajungând pe locul 3 în topul albumelor din Regatul Unit - UK Albums Chart. Pe 17 septembrie 2018, a fost lansat videoclipul pentru piesa „All for You”, în care un Alexander angelic dansează într-un depozit abandonat, înainte de a se transforma într-o versiune demonică a sa și de a dansa cu un robot android.
Trupa a fost inclusă pe coloana sonoră a filmului Omul spectacol, interpretând piesa „Come Alive”, împreună cu Jess Glynne, piesă lansată pe 16 noiembrie 2018
.
În noiembrie 2018, a fost lansată piesa „Play”, în colaborare cu DJ Jax Jones. Aceasta a atins locul 8 în topul UK Official Chart din Regatul Unit. Pe 28 ianuarie a fost lansat și videoclipul oficial al melodiei.
Pe 14 februarie 2019, a fost lansată, în colaborare cu MNEK, piesa „Valentino”.
Pe 4 martie 2019, trupa a anunțat că Emre nu va fi prezent la concerte în timpul turneului lor din Asia, întrucât soția sa a născut o fetiță, pe nume Daphne Türkmen. Ulterior, grupul, în formație completă, a cântat la Festivalul Glastonbury, în cadrul căruia Olly Alexander a ținut un discurs, aclamat atât de fanii trupei cât și de presă.
Pe 11 septembrie 2019, Years and Years au lansat un single în colaborare cu Pet Shop Boys, intitulat „Dreamland”. Scrisă în 2017, piesa trebuia să apară inițial în albumul Palo Santo în 2018, dar a fost în cele din urmă inclusă în albumul Hotspot al celor de la Pet Shop Boys, lansat în 2020.

### Ultimii ani
Pe 18 martie 2021, trupa anunță, pe contul lor de Instagram, că următorul album va consta într-un proiect solo al solistului Olly Alexander, însă lansat sub titulatura formației. În anul 2022, formația lansează ultimul album, intitulat Night Call, fiind clasat pe prima poziție în topul albumelor din Marea Britanie. 
Un an mai târziu, în 2023, Olly Alexander a încetat să mai folosească numele trupei și a anunțat că membrii formației au decis, de comun acord, s-o ia pe căi separate. Primul album solo al lui Alexander, Polari, a fost lansat pe 7 februarie 2025.

## Membrii
- Olly Alexander – solist, claviatură, sintetizator (2010–2023)
- Mikey Goldsworthy – sintetizator, claviatură, chitară bas (2010–2023)
- Emre Türkmen – sintetizator, claviatură, chitară acustică, laptop (2010–2023)

## Discografie
- Communion (2015)
- Palo Santo (2018)
- Night Call (2022)

## Premii și nominalizări
| An   | Premii                         | Categorie                              | Piesă/Trupă    | Rezultat     | Ref.   |
| ---- | ------------------------------ | -------------------------------------- | -------------- | ------------ | ------ |
| 2014 | Popjustice                     | Popjustice £20 Music Prize 2014        | "Take Shelter" | Nominalizare | [ 18 ] |
| 2015 | 2015 BBC Music Awards          | British Artist of the Year             | Years & Years  | Nominalizare | [ 19 ] |
| 2015 | BBC Radio 1's Teen Awards      | Best British Group                     | Years & Years  | Nominalizare | [ 20 ] |
| 2015 | BBC Radio 1's Teen Awards      | Best British Single                    | Years & Years  | Nominalizare | [ 20 ] |
| 2015 | BRIT Awards                    | Critics Choice                         | Years & Years  | Nominalizare | [ 21 ] |
| 2015 | MTV Brand New                  | Brand New For 2015                     | Years & Years  | Nominalizare |        |
| 2015 | MTV Europe Music Awards        | Best UK & Ireland Act                  | Years & Years  | Nominalizare | [ 22 ] |
| 2015 | MTV Europe Music Awards        | Best Push                              | Years & Years  | Nominalizare | [ 23 ] |
| 2015 | Q                              | Best New Act                           | Years & Years  | Nominalizare | [ 24 ] |
| 2015 | Attitude                       | Album of the Year Award                | Years & Years  | Câștigat     | [ 25 ] |
| 2015 | BBC Sound of 2015              | Sound of 2015                          | Years & Years  | Câștigat     | [ 26 ] |
| 2015 | European Border Breakers Award | European Border Breakers Award         | Years & Years  | Câștigat     | [ 27 ] |
| 2015 | GAFFA                          | Best New International Artist Act 2015 | Years & Years  | Câștigat     | [ 28 ] |
| 2015 | O2                             | Artist's Recognition Award             | Years & Years  | Câștigat     | [ 29 ] |
| 2015 | mtvU                           | Artist to Watch                        | Years & Years  | Câștigat     | [ 30 ] |
| 2015 | Wing                           | Music Awards                           | Years & Years  | Câștigat     | [ 31 ] |
| 2015 | UK Music Video Awards          | Best Artist                            | Years & Years  | Nominalizare | [ 32 ] |
| 2015 | UK Music Video Awards          | Best Interactive Video                 | "King"         | Nominalizare | [ 32 ] |
| 2015 | UK Music Video Awards          | Best Pop Video                         | "King"         | Nominalizare | [ 32 ] |
| 2015 | MTV Video Music Awards Japan   | Best New Artist Video                  | "King"         | Câștigat     | [ 33 ] |
| 2015 | XITE                           | Most Played Music Video                | "King"         | Câștigat     | [ 34 ] |
| 2016 | BRIT Awards                    | British Artist Video                   | "King"         | Nominalizare | [ 35 ] |
| 2016 | BRIT Awards                    | British Single                         | "King"         | Nominalizare | [ 35 ] |
| 2016 | BRIT Awards                    | British Breakthrough Act               | Years & Years  | Nominalizare | [ 35 ] |
| 2016 | BRIT Awards                    | British Group                          | Years & Years  | Nominalizare | [ 35 ] |